# آوجی‌لار (بورچکا)
آوجی‌لار (به ترکی استانبولی: Avcılar) یک منطقهٔ مسکونی در ترکیه است که در بورچکا واقع شده‌است. آوجی‌لار ۱۴۰ نفر جمعیت دارد.